# Izborna krađa
Izborna prevara, ili izborna krađa, jeste protivzakonito mešanje u izborni proces, povećanjem broja glasova određenom kandidatu, smanjivanjem broja glasova njegovim protivkandidatima, ili pak
oba.
Šta čini izbornu prevaru zavisi od zemlje do zemlje.
Mnoge vrste izborne prevare zabranjene su na osnovu zakona o izborima, međutim, neke vrste prevara predstavljaju kršenje drugih zakona, poput onih koji zabranjuju pretnje, uznemiravanje ili zastrašivanje.
Iako termin "izborna prevara" tehnički pokriva samo one akte koji su protivzakoniti, on se ponekad
koristi da opiše i akte koji su legalni, ali se smatraju moralno neprihvatljivim, van duha izbora, ili su u
suprotnosti sa principima demoratije.
Izborne predstave, u kojima postoji samo jedan kandidat, ponekad se klasifikuju kao izborna prevara,
iako su možda u skladu sa zakonom i predstavljeni su više kao referendumi.
Na nacionalnim izborima, uspešna izborna prevara može imati efekat državnog udara ili korupcije
demokratije. Na neizvesnim izbora, prevara malih razmera može biti dovoljna da promeni rezultat.
Čak iako prevara nema uticaja na krajnji ishod izbora, otkriće iste može imati štetne posledice ukoliko
niko zbog nje ne odgovara, budući da se tako smanjuje poverenje birača u demokratiju.

## Specifične metode

#### Manipulacija biračkim spiskovima
Izborna prevara se može desiti pre samog glasanja, npr. ako se izmeni sastav biračkog tela. Legalnost ovakvog manipulisanja zavisi od države do države. Namerna manipulacija izbornim rezultatima smatra se kršenjem principa demokratije.

##### Manipulacija demografijom
Vlasti mogu veštački da kontrolišu sastav biračkog tela kako bi postigle određeni rezultat.
Jedan od načina na koji to čine jeste preseljenje velikog broja birača u određenu izbornu jedinicu pre samih izbora, npr. tako što im privremeno dodeljuju zemlju ili tako što ih smeštaju u jeftina prenoćišta.
Mnoge zemlje sprečavaju ovakvu vrstu prevare tako što propisuju pravila da glasač mora određeni period da živi u izbornoj jedinici, npr. minimum šest meseci, kako bi mogao da glasa u njoj. Međutim, takvi zakoni takođe mogu da se koriste u svrhu demografske manipulacije, budući da oni obespravljuju one bez stalne adrese, poput beskućnika, putnika, Roma, studenata (onih koji studiraju daleko od svoje kuće) ili neke radnike.
Druga strategija jeste trajno preseljenje ljudi u određenu izbornu jedinicu, i to uglavnom putem sistema javnog stanovanja. Ako se veruje da će gradjani kvalifikovani za javno stanovanje glasati za neku opozicionu partiju, onda ih vlasti mogu skoncentrisati u jednu oblast, i time umanjiti uticaj njihovih glasova na krajnji rezultat. Međutim, ukoliko su oni simpatizeri vladajuće stranke, vlasti ih mogu premestiti u marginalne izborne jedinice gde bi onda stranka na vlasti odnela prevagu. Primer ovakve prakse zabeležen je u Vestminsteru, u vreme kada je Širli Porter bila na čelu Skupštine grada.
Zakon o imigracijama se takođe može iskoristiti u svrhu manipulisanja demografijom izborne jedinice. Primera radi, Malezija je jednom prilikom dala državljanstvo i pravo glasa imigrantima iz Indonezije i sa susednih Filipina, s ciljem da uspostavi dominaciju vladajuće stranke nad državom Sabah. Ovaj kontroverzni proces poznat je kao "Projekat IC".
Metod za manipulisanje stranačkim predizborima i izborima stranačkih lidera povezan je s ovim. Oni koji podržavaju jednu partiju mogu privremeno da se učlane u drugu kako bi za lidera izabrali najslabijeg kandidata. Krajnji cilj jeste poraz slabog kandidata na opštim izborima od strane lidera partije koga glasač zapravo podržava. Postojale su tvrdnje da je ovaj metod korišćen pri izboru stranačkog lidera Radničke partije Ujedinjenog Kraljevsta, kada je novinar politički konzervativnog Dejli Telegrafa Tobi Jang podsticao svoje čitaoce da se učlane u Radničku partiju i podrže Džeremija Korbina, kojeg je Jang smatrao najslabijim kandidatom. Nakon toga je hešteg "ToriesForCorbin" (#TorijevciZaKorbina) bio u trendu na Tviteru.

##### Oduzimanje izbornog prava
Sastav biračkog tela takođe može biti izmenjen oduzimanjem izbornog prava nekoj klasi ljudi. U nekim slučajevima su države uvodile glavarinu, testove pismenosti i razumevanja i zahteve za vođenje evidencije, što je u praksi bilo primenjivano diskriminatorno prema manjinskim populacijama.
Od kraja 19. veka, pa sve do kasnih 60-ih, većina Afroamerikanaca u južnim državama bivše Konfederacije bila je pogođena ovakvim merama. Korumpirani izborni zvaničnici mogu da zloupotrebe glasačke propise kao što su test pismenosti, dokaz o identitetu ili adresi kako bi nekima otežali ili potpuno onemogućili glasanje.
Ako takva praksa diskriminiše pripadnike određene religijske ili etničke grupe, onda ona ugrožava politički proces tako što politički poredak postaje krajnje nereprezentativan, kao u periodu nakon Rekonstrukcije ili u eri Džima Kroua, pa sve do Zakona o pravu glasa iz 1965.
Nekada vlasti donose zakone koji određenim grupama onemogućuju glasanje ili ga čine nepraktičnim. Na primer, zahtev da se glasa u svojoj izbornoj jedinici može diskriminisati vojna lica, zatvorenike, studente, pacijente u bolnicama ili bilo koga drugog ko se ne nalazi blizu svoje izborne jedinice.
Glasanje takođe može biti zakazano za neki nezgodan dan, kao na primer usred radne nedelje ili na raznik određene religijske grupe, na primer na Šabat ili u vreme drugih praznika religijskih grupa čija učenja zabranjuju glasanje na taj dan. Pravo glasa čitavih zajednica može biti ugroženo ako se biračka mesta nalaze u oblastima koje glasači smatraju nesigurnim ili se pak ne nalaze u razumnoj blizini (ruralne zajednice su posebno ranjive na ovo).
U nekim slučajevima birači mogu bez ikakvog osnova biti lišeni prava glasa, što predstavlja pravu izbornu prevaru. Na primer, legitiman glasač može "slučajno" biti uklonjen sa biračkog spiska, što glasaču otežava ili onemogućava da glasa.
Na kanadskim federalnim izborima 1917, u toku Prvog svetskog rata, Unionistička vlada dala je na usvajanje Zakon o glasačima u vojsci i Zakon o izborima za vreme rata. Zakon o glasačima u vojci je dozvoljavao aktivnim vojnim licima da glasaju samo za partiju, ne za određenog kandidata kao što nalaže standardna procedura, i omogućio toj partiji da odluči u kom će izbornom okrugu taj glas biti iskorišćen. Ovaj zakon je takođe dao pravo glasa ženama koje su direktno povezane ili su u braku sa aktivnim vojnikom.
Verovalo se da su ove grupe uglavnom podržavale Unionističku vladu, budući da je partija podržavala uvođenje vojne obaveze. Zakon o glasačima u vojsci je, obratno, oduzeo pravo glasa određenim etničkim grupama za koje se smatralo da većinom podržavaju opozicionu Liberalnu partiju.

##### Podela podrške opoziciji
Profesorka Univerziteta u Standfordu Beatric Megaloni opisala je model koji upravlja ponašanjem autokratskih režima. Ona je sugerisala je da vladajuće partije mogu da održe političku kontrolu u demokratskom sistemu bez aktivnog manipulisanja glasovima ili zastrašivanja biračkog tela. U adekvatnim uslovima, demokratska država se može pretvoriti u državu u kojoj zavađene opozicione partije postaju nesvesni saučesnici jednopartijskoj vladavini. Ovo omogućava vladajućem režimu da se uzdrži od nezakonite izborne prevare.
Preferencijalni izborni sistemi kao što su sistem evaluativnog glasa, sistem alternativnog glasa, sistem jednog prenosivog glasa napravljeni su tako da spreče sistemske izborne manipulacije i politički duopol.

#### Zastrašivanje
Zastrašivanje glasača uključuje stavljanje neprimerenog pritiska na glasača ili grupu glasača da glasaju na određen način ili da ne glasaju uopšte.
Glasanje u odsustvu takođe može biti otvoreno za neke forme zastrašivanja, s obzirom na to da glasač nema zaštitu, niti privatnost kao na biračkom mestu. Zastrašivanje može biti verbalno, fizičko, a može se javiti i u obliku prinude.
1. Nasilje ili pretnja nasiljem: U svom najjednostavnijem obliku, glasači iz određenog dela populacije, ili oni za koje se zna da podržavaju određenu partiju ili kandidata, dobijaju pretnje od strane pristalica druge partije ili kandidata, ili od strane onih koje su ovi unajmili. U drugim slučajevima, pristalice određene partije objavljuju da, ukoliko dođe to toga da određeno selo ili deo grada glasa za "pogrešnu" opciju, onda će doći do odmazde nad tom zajednicom. Drugi metod je generalna pretnja nasiljem, na primer pretnja bombom, koja kao posledicu ima zatvaranje određenog glasačkog mesta, što otežava ljudima u toj oblasti da glasaju.[13]
2. Napad na biračka mesta: Biračka mesta u oblasti u kojoj žive pristalice određene partije ili kandidata mogu da postanu meta vandalizma, uništenja ili pretnji, što otežava ili onemogućuje ljudima u toj oblasti da glasaju.
3. Zakonske pretnje: U ovom slučaju se ljudi ubeđuju da po zakonu nemaju pravo glasa, ili da su po zakonu u obavezi da glasaju na određeni način. Glasači koji nisu sigurni da li imaju pravo glasa mogu takođe da budu meta zastrašivanja od strane pravih ili pretpostavljenih predstavnika vlasti koji navode da oni koji glasaju, a na to nemaju pravo, mogu biti uhapšeni, deportovani ili na neki drugi način kažnjeni.[14] -Na primer, 2004. godine u Viskonsinu i na nekim drugim mestima, glasači su navodno dobijali flajere na kojima je pisalo "Ako ste već glasali na nekim izborim ove godine, ne možete glasati na predsedničkim izborima", što je značilo da oni koji su glasali na prethodnim izborima za stranačkog lidera sada nisu imali pravo da glasaju. Takođe je pisalo: „Ako je neko u Vašoj porodici osuđivan, ne možete glasati na ovim izborima". I na kraju: "Ako prekršite neko od ovih pravila, možete biti osuđeni na 10 godina zatvora, a deca će vam biti oduzena".[15][16] -Drugi metod, navodno korišćen 2004. u opštini Kuk u saveznoj državi Ilionis, uključivao je lažno saopštenje određenim ljudima da nemaju pravo glasa.[17]
4. -Prinuda: Deo populacije koji je kontrolisao glasačke listiće pokušavao je da natera ostale da slede njihov primer. Izdvajajući one koji su protiv većine, ljudi bi pokušali da promene odluku glasača. Njihov argument može da bude to da, pošto je većina uz određenog kandidata, ostali treba da priznaju poraz i pridruže se pobedničkoj strani. Ako ovo nije funkcionisalo, onda je dolazilo do pretnji nasiljem, što je viđeno bezbroj puta za vreme izbora. Prinuda, izborno zastrašivanje je viđeno u mornarici. Godine 1885 je Vilijam K. Vitni započeo istragu koja je uključivala ljude iz mornarice. Kao što je rekao Vitni: Ljudi u brodogradilištu su praktično kontrolisani i prinuđeni od strane nadzornika da glasaju na određen način. Ovaj primer pokazuje kako čak i u mornarici postoje ljudi koji su spremni na sve kako bi određeni kandidat pobedio.

#### Pogrešni ili zbunjujući glasački listići
Glasački listići mogu da budu iskorišćeni tako da odvrate ljude od glasanja za određenu partiju ili kandidata koristeći dizajn ili druge karakteristike koje zbunjuju glasače i navode ih da glasaju za nekog drugog kandidata.
Na primer, na Predsedničkim izborima u Americi 2000. godine u Floridi kritikovan je glasački listić zbog lošeg dizajna, zbog čega su neki glasači greškom glasali za pogrešnog kandidata. Listić je dizajnirao član Demokratske partije, međutim upravo je ta partija bila najviše oštećena usled grešaka glasača. Loše dizajniranje glasačkog listića uglavnom nije nelegalno i stoga tehnički ne predstavlja izbornu prevaru, ali može kršiti osnovne principe demokratije.
Kako bi umanjila mogućnost da se glasači zbune pri glasanju, Švedska je osmislila sistem sa odvojenim glasačkim listićima za svaku partiju. Međutim, dešavalo se da se listići partije "Švedske Demokrate" mešaju sa listićima veće "Socijaldemokratske partije" zbog sličnog fonta kojima je ispisano ime ovih partija na vrhu glasačkog listića.
Još jedan način za zbunjivanje glasača jeste kandidovanje ljudi sa sličnim imenom, ili osnivanje partija sa sličnim imenom i simbolima kao što imaju neki postojeći kandidati i partije. Cilj je obmanuti glasače tako da oni glasaju za pogrešnog kandidata ili partiju i time utiču na ishod izbora. Ta taktika je posebno efikasna ako veliki deo populacije poseduje ograničeno poznavanje jezika koji se koristi na glasačkom listiću. Ovakva praksa uglavnom nije nelegalna, ali jeste u sukobu sa demokratskim principima.
Glasače može zbuniti i postojanje različitih vrsta izbornog sistema. Ovo može može dovesti do toga da listić bude proglašen nevažećim ukoliko glasač na izborima, na kojima se koristi proporcionalni sistem, ispred imena kandidata umesto broja stavi krstić (koji se inače koristi u većinskom izbornom sistemu).
Primera radi, u Škotskoj i u drugim delovima Ujedinjenog Kraljevsta koristi se i do četiri različita izborna sistema i vrsta glasačkih listića, zavisno od nivoa na kom se održavaju izbori. Za izbore na lokalnom nivou koristi se sistem jednog prenosivog glasa; Na parlamentarnim izborima u Škotskoj koristi se sistem dodatnog člana. Na parlamentarnim izborima u Ujedinjenom Kraljevstu koristi se sistem relativne većine, dok se za izbore za Evropski parlament koristi sistem partijskih lista.

#### Punjenje glasačkih kutija
Punjenje glasačkih kutija jeste nelegalni akt jednog glasača koji, umesto jedanput, glasa više puta. Izraz "punjenje glasačkih kutija" potiče iz vremena kada su neki glasači zaista ubacivali više od jednog glasačkog listića u kutiju. Slična radnja je i danas moguća, iako se glasa preko modernih glasačkih mašina. Na primer, jedna verzija glasačke mašine "Sequoia" sa ekranom osetljivim na dodir ima žuto dugme na zadnjoj strani koje omogućava ponovno glasanje. Pri pritisku na dugme, mašina ispušta dva glasna zvučna signala kako bi izborne posmatrače upozorila na nelegalno glasanje.

#### Pogrešno evidentiranje glasova
Na mnogim izborima se događa da korumpirani službenici ili "pomagači" evidentiraju biračev glas suprotno od njegove volje. Glasači kojima je potrebna asistencija pri glasanju su posebno ranjivi na ovakav vid prevare. Primera radi, slepu osobu ili osobu koja ne može da pročita ono što je napisano na glasačkom listiću moguće je navesti da glasa za pogrešnog kandidata. Ovo je slično zloupotrebi glasanja preko punomoćnika, međutim, u ovom slučaju birač ima utisak da je glasao uz pomoć druge osobe, a ne preko druge osobe.
Tamo gde se koriste glasačke mašine, glasove koji su namenjeni jednom kandidatu moguće je zabeležiti kao glasove za drugog kandidata.

#### Zloupotreba glasanja preko punomoćnika
Ova vrsta glasanja je posebno podložna izbornim prevarama zbog količine poverenja koju birač ima u osobu koja glasa u njegovo ime. U nekoliko država su postojali navodi o prevarama koje su se događale u staračkim domovima. Naime, nakon što stanovnici staračkog doma popune i potpišu obrazac o glasanju van biračkog mesta, prisutni službenici ih pokupe, a zatim preformulišu tako da izgledaju kao obrasci za glasanje preko punomoćnika. Sledeći korak jeste imenovanje partijskih aktivista, njihovih prijatelja ili rodbine za punomoćnike.
Ovi ljudi, potpuno nepoznati biraču, glasaju za partiju po sopstvenom izboru. Trik se oslanja na činjenicu da u staračkim domovima žive uglavnom odsutni i dementni ljudi. U Ujedinjenom Kraljevstvu je ovaj prevara poznata pod nazivom "granny farming". Donet je i zakon u kome se zabranjuje da jedna osoba kao punomoćnik glasa u ime dve osobe koje nisu iz njegove porodice. Svrha zakona jeste da umanji mogućnost da jedna osoba počini prevaru.

#### Uništavanje ili ponišavanje glasačkih listića
Jedan od najjednostavnijih načina na koji se vrši izborna prevara jeste uništavanje glasačkih listića na kojima je zaokružen "pogrešan" kandidat ili "pogrešna" partija. Ovo nije toliko često u funkcionalnim demokratijama 21. veka, budući da je to teško uraditi neprimetno.
Međutim, na izborima sa neizvesnim ishodom, moguće je neprimetno uništiti mali broj glasačkih listića i tako uticati na krajnji rezultat. Ukoliko neko bude otkriven u ovakvoj prevari, to može voditi do poništavanja, a potom i ponavljanja izbora.
Partija koja nije umešana u prevaru, može i te kako da ima korist od ponovljenih izbora, s obzirom na veliku verovatnoću da će na sledećim izborima osvojiti više glasova.
Drugi način jeste da onaj ko prebrojava glasove zaokruži još jednog kandidata na glasačkom listiću, kako bi izgledalo da je birač sam zaokružio više kandidata nego što je dozvoljeno i time učinio listić nevažećim. Ovako nešto bi bilo malo teže uraditi na više glasačkih listića, a da to niko ne primeti.

#### Ometanje elektronskih glasačkih mašina
Svi glasački sistemi se suočavaju sa pretnjama od neke vrste izborne prevare. Tipovi pretnji koje utiču na glasačke mašine variraju. Istraživanja u Argon Nacionalnim Laboratorijama su otkrila da je dovoljna jedna osoba s fizičkim pristupom mašini poput "Diebold Accuvote TS" da instalira jeftinu i dostupnu elektronsku komponentu i manipuliše funkcijama mašine.

##### Drugi primeri su
- Ometanje hardvera glasačke mašine kako bi se promenio rezultat neke od ovih mašina zahtevaju smart karticu kako bi se aktivirale i omogućile glasanje. -međutim uz pomoć lažne kartice je moguće glasati više puta.[24]

1. Zlopotreba administrativnog pristupa mašini od strane izbornih zvaničnika, što takođe može omogućiti nekim ljudima da glasaju više puta.
2. Izborni rezultati koji se iz okružnog centra za prebrojavanje glasova šalju direktno preko interneta držanom centru za prebrojavanje glasova podložni su tzv. "napadu posrednika" u kome treće lice preusmerava izborne rezultate na jedan veb sajt na kojem menja rezultate u korist određenog kandidata, a zatim ih odmah šalje državnom centru za prebrojavanje glasova.

Svi glasovi koji se šalju preko interneta krše nadzorni lanac, te bi stoga tu praksu trebalo izbegavati. Memorijsku kartica treba da bude zaključana u metalnoj kutiji i dostavljena državnom centru za prebrojavanje glasova bilo avionom ili automobilom.
Kriptovane glasove je moguće poslati preko interneta u svrhu dostavljanja preliminarnih rezultata tokom izborne noći, ali konačne zvanične rezultate bi trebalo objaviti narednog dana, tek nakon što stigne memorijska kartica i nakon su svi glasovi prebrojani.

#### Lažno predstavljanje
Ova prevara uključuje glasača koja glasa predsavljajući se lažno kao neko drugi. Neki komentatori, poput bivšeg člana Federalne izborne komisije Hansa von Spakovskog, tvrde da je lažno predstavljanje glasača široko rasprostranjeno, ali je dokumentacija oskudna, a krivično gonjenje redak slučaj. Mnogi drugi, poput profesora Larija Sabata, ali i različite studije pokazali su da je ovakva praksa relativno retka. Od 2013, kada je Vrhovni sud SAD-a odlučio da jedna odredba Zakona o izbornim pravima nije više primenljiva, mnoge države su donele zakone o identifikaciji birača, kako bi se navodno suprotstavile izbornim prevarama.
Međutim, mnogi eksperti smatraju da zakon o identifikaciji birača nije veoma efikasan protiv nekih oblika lažnog predstavljanja. Neke manjinske grupe su se našle u nepovoljnom položaju nakon donošenja ovog zakona. Avgusta 2016. godine, četiri federalna suda su poništila zakone ili delove zakona zbog stavljanja nepotrebnog tereta na manjinske populacije, uključujući Afroamerikance i domorodačko stanovništvo. U Teksasu, Severnoj Karolini, Viskonsinu i Severnoj Dakoti su ovi zakoni negativno uticali na manjinsko stanovništvo. Države su dobile obavezu da prihvate alternative do novembarskih izbora 2016. Očekuje se da će ovi slučajevi završiti u Vrhovnom sudu SAD-a.

#### Falsifikovani rezultati
U posebno korumpiranim režimima, izborni proces često može biti obična predstava za javnost. Zvaničnici bi jednostavno objavili rezultate koji njima odgovaraju, ponekad čak ni ne prebrojavajući glasove.
Ovakva praksa često izaziva međunarodnu osudu. Međutim, glasači uglavnom nemaju na koga da se oslone, s obzirom na to da je, osim revoluijom, ukloniti "pobednika" s vlasti skoro pa nemoguće.

## Glasačka prevara u zakonodavnom telu
Izborna prevara se takođe može odvijati i zakonodavnim telima. Neki oblici prevare korišćeni na nacionalnim izborima takođe mogu biti iskorišćeni i u parlamentima, a tu se pre svega misli na zastrašivanje i kupovinu glasova. Međutim, zbog mnogo manjeg broja onih koji glasaju, izborna prevara u zakonodavnom organu je kvantitativno drugačija na više načina. Manje ljudi je potrebno da bi se rezultati preokrenuli i stoga je moguće targetirati određene osobe na načine na koje bi to bilo nepraktično na opštim izborima. Primera radi, Adolf Hitler je 1933. dobio diktatorske ovlasti nakon usvajanja amandmana na Vajmarski ustav. Hapšenjem članova opozicije pokušao je da dobije potrebnu dvotrećinsku većinu kako bi izmena ustava bila izglasana, ali se na kraju ispostavilo da je za dobijanje neophodne većine ovaj potez bio bespotreban.
Kasnije je Rahjstag, prepun članova Nacističke partije, glasao za produženje važenja amandmana.
Za razliku od većine savremenih opštih izbora gde je glasanje tajno, u mnogim zakonodavnim organima je glasanje javno. Zato je njihovo glasanje veoma ranjivo na neke oblike prevare, budući da se poslanik može naći pod pritiskom drugih političara koji će znati na koji način je on glasao. Međutim, javno glasanje može takođe zaštititi političare od podmićivanja i ucena, s obzirom na to da će javnost i mediji biti svesni ukoliko političar glasa na neočekivan način. Pošto glasači i partije imaju pravo da vrše pritisak na političare da glasaju na određen način, granica između legitimnog i nezakonitog pritiska nije uvek jasna.
Kao i na opštim izborima, glasanje preko punomoćnika je posebno podložno prevari. U nekim sistemima, partije mogu da glasaju u ime bilo kog člana koji nije prisutan u parlamentu. Ovo štiti one članove koji su sprečeni da prisustvuju sednici, ali takođe omogućava njihovoj partiji da ih spreči da glasaju protiv volje partije. U nekim zakonodavstvima je glasanje preko punomoćnika zabranjeno, ali političari mogu i nelegalno da glasaju u odsustvu manipulišući dugmetom za glasanje, ili na neki drugi način.

## Sprečavanje
Dve glavne strategije za sprečavanje izbornih prevara u društvu uključuju:
1) Odvraćanje od prevare doslednim i efikasnim procesuiranjem onih koji prekrše izborna pravila
2) Negovanje običaja koji obeshrabruju korupciju
Ove dve glavne preventivne taktike se mogu sumirati u dve reči: tajnost i otvorenost. Tajni listić sprečava mnoge oblike zastrašivanja i prodaju glasova, dok transparentnost na svim nivoima sprečava i otkriva ometanje izbornog procesa.
Obrasci konvencionalnog ponašanja u društvu, tj. običaji, efikasno su sredstvo za sprečavanje izbornih prevara i korupcije generalno. Dobar primer jeste Švedska, gde kultura ima jak uticaj u negovanju pozitivnih vrednosti, što kao rezultat ima nisku stopu korupcije. Do nedavno je i Kanada imala sličnu reputaciju, ali nakon skandala 2008. i 2011. godine, ta reputacija je ukaljana.
Prednost negovanja pozitivnih običaja kao preventivne strategije leži u tome što je ona efikasna u svim izbornim sistemima.

#### Tajno glasanje
Mnogi smatraju da je tajno glasanje, na kome samo glasač zna za koga je glasao, krucijalna stvar za sprovođenje slobodnih i fer izbora i za zaštitu glasača od zastrašivanja i odmazde. Drugi tvrde da tajno glasanje omogućava izbornu prevaru (zato što otežava verifikaciju izbrojanih glasova) i obeshrabruje glasače da učestvuju u glasanju. Iako je tajno glasanje praktikovano ponekad u Antičkoj Grčkoj i bilo deo Ustava Francuske iz 1795, tek je u 19. veku ovakvo glasanje postalo uobičajeno. Tajno glasanje je prvo sprovedeno u bivšoj britanskoj koloniji, a sadašnjoj australijskoj državi, Tasmaniji, 7. febuara 1856. Do kraja veka se praktikovanje tajnog glasanja proširilo i u većinu zapadnih demokratija.
U SAD je popularnost australijskog glasanja rasla kako su reformatori kasnog 19. veka pokušavali da reše probleme izbornih prevara. Grupe poput "Greenbackers", "Nationalist" i drugi su se borili za one koji su želeli da glasaju, ali nisu bili u mogućnosti. Džordž Valtu, član "Grinbek partije", bio je jedan od inicijatora jednog od prvih tajnih glasanja u Americi, u Mičigenu, 1885. godine. Njegov partijski kolega i prethodnik, Džon Seits, borio se za donošenje novog zakona koji bi sačuvao "čistotu izbora" nakon otkrića prevare na izborima za Kongres 1879.
Trud se isplatio i tajno glasanje se proširilo po celoj zemlji.
Kao što je rečeno na vestima 18. februara 1890. "Australijski način glasanja je došao da bi ostao". Tajno glasanje štiti nezavistnost glasača i sprečava kupovinu glasova. Pre ovoga, često se dešavalo da kandidati zastrašuju ili podmićuju glasače, budući da su uvek znali ko je glasao na koji način.

#### Transparentnost
Većina preventivnih metoda uključuje potpunu transparentnost izbornog procesa, od nominacije kandidata, preko glasanja, do prezentovanja rezultata. Ključna stvar za osiguravanje integriteta izborgnog procesa jeste striktni nadzorni lanac.
Kaoo pomoć pri sprečavanju izborne prevare, u mnogim zemljama se koriste izborni posmatrači. Oni su tu da uvere glasače da je izborni proces fer i pošten. Međunarodni posmatrači (bilateralni i multilateralni) mogu biti pozvani da posmatraju izbore (npr. izborni posmatrači OEBS-a, posmatračke misije EU, posmatračke misije Zajednice nezavisnih država, kao i posmatrači različitih nevladinih organizacija, poput CIS-EMO, Evropske mreže organizacija za posmatranje izbora – ENEMO, itd.) Neke države pozivaju posmatrače samo iz jedne države.
Uz to, nacionalna zakonodavstva država često dozvoljavaju domaće posmatračke misije. Domaći posmatrači mogu da budu pristrasni (zastupaju interese jednog ili više kandidata) ili nepristrasni (uglavnom organizacije civilnog društva). Različita zakonodavstva dozvoljavaju različite forme i obim međunarodnih i domaćih posmatračkih misija.
Različiti međunarodni pravni instrumenti predviđaju posmatranje izbora. Na primer, stav 8 Kopenhaškog dokumenta iz 1990 propisuje da "države članice smatraju da će prisustvo posmatrača, i domaćih i stranih, poboljšati izborni proces u državama u kojima se održavaju izbori. One stoga pozivaju posmatrače iz svih drugih država članica KEBS-a i svih odgovarajućih institucija i organizacija koje to žele, da posmatraju tok njihovih državnih izbornih procedura, u meri u kojoj zakon to dozvoljava. Oni će takođe nastojati da olakšaju pristup izbornim procedurama na nižim nivoima od državnog. Takvi posmatrači se neće mešati u izborne procedure."
Kritičari primećuju da posmatrači ne mogu da uoče neke vrse izbornih prevara kao sto su manipulacija softverom glasačke mašine ili ciljano sprečavanje glasača da se pojavi na biračkom mestu.

#### Statistički indikatori
Različite statistike mogu biti pokazatelj izborne prevare, npr. izlazne aknkete koje odstupaju od finalnih rezultata.
Dobro sprovedene izlazne ankete mogu sprečiti izbornu prevaru. Međutim, izlazne ankete su često neprecizne.
Primera radi, u Češkoj se neki glasači stide ili se plaše da priznaju da su glasali za Komunističku partiju (izlazne ankete iz 2002. su predviđale da će Komunistička partija osvojiti 2-3% manje glasova nego što je zapravo osvojila na izborima).
Kad se izborni proces ugrozi punjenjem glasačkih kutija (primer su Predsedničlki izbori u Jermeniji 1996. i 1998), podaci sa biračkog mesta na kojem je prevara izvedena pokazivaće abnormalno visoku izlaznost sa rezultatima koji favorizuju jednog kandidata. Kada se grafički prikaže broj glasova zajedno s procentom izlaznosti, odstupanje od normalne distribucije će nagovestiti razmere izborne prevare.
Da bi se procenila ispravnost izbornih rezultaza, pristupa se posebnom metodu koji uključuje ručnoprebrojavanje uzoraka glasačkih listića.

#### Krivično gonjenje
Bil Stinson je dobio izbore u Pensilvaniji koristeći lažne glasove odsutnih glasača. Sudovi su zbog toga odlučili da, umesto njega, njegov protivnik dobije mesto u državnom senatu. Na Filipinima je bivša predsednica Glorija Makapagal-Arojo uhapšena 2011. nakon podizanja optužnice protiv nje zbog izborne sabotaže 2007. godine. Optužena je za podmićivanje izbornih zvaničnika s ciljem da osigura pobedu izborne liste njene partije u provinciji Maguindanao.